# قتل شبه‌عمد (فیلم ۱۹۲۲)
«قتل شبه عمد» (انگلیسی: Manslaughter) فیلمی در ژانر درام به کارگردانی سیسیل ب دومیل است که در سال ۱۹۲۲ منتشر شد.

## بازیگران
- لیاتریس جوی
- توماس میگن
- لوئیس ویلسون
- جورج فاست
- جولیا فی
- ریموند هاتون
- مابل وان برن
- دیل فولر
- چارلز استانتون اوگل
- گای الیور
- رابرت بولدر
- ویلیام بوید
- چارلز وست
- سیلویا اشتن
- ادیث چپمن
- جی. فارل مک‌دانلد
- جیمز نیل
- پولین گارون
- اتل ویلز